# Labruguière
Labruguière település Franciaországban, Tarn megyében. Lakosainak száma 6567 fő (2022. január 1.). Labruguière Cuxac-Cabardès, Laprade, Les Martys, Aiguefonde, Castres, Caucalières, Escoussens, Lagarrigue, Mazamet, Navès és Saint-Affrique-les-Montagnes községekkel határos.

## Népesség
A település népességének változása:
| Lakosok száma | 6442 | 6514 | 6690 | 6535 | 6502 | 6506 | 6510 | 6538 | 6567 |
|               | 2013 | 2015 | 2016 | 2017 | 2018 | 2019 | 2020 | 2021 | 2022 |